# Крезиу, Алтин
Алтин Крезиу (алб. Altin Kryeziu; род. 3 января, 2002, Крань, Словения) —  косоварский футболист, полузащитник клуба «Андижан».

## Карьера
На молодёжном уровне выступал за «Триглав» и «СПАЛ».

### «Торино»
25 сентября 2020 года стал игроком итальянского «Торино», где был заявлен за молодёжную команду.

### «Виртон»
В августе 2021 года отправился в аренду в клуб Второго бельгийского дивизиона «Виртон». Дебютировал за клуб в матче с «Льерс Кемпензонен».

### «Табор»
В феврале 2022 года стал игроком «Табора» из Сежаны. Дебютировал в Первой лиге Словении 20 февраля 2022 года в матче со столичной «Олимпией».